# Loxoneptera albicostalis
Loxoneptera albicostalis är en fjärilsart som beskrevs av Swinhoe 1906. Loxoneptera albicostalis ingår i släktet Loxoneptera och familjen Crambidae. Inga underarter finns listade i Catalogue of Life.